# Ferrero
Ferrero SpA — итальянский производитель шоколада и других кондитерских изделий, принадлежащий семье промышленника Микеле Ферреро.

## Ferrero в мире
Компания «Ферреро» создана в 1942 году в городе Альба, Италия. Компанию основал Пьетро Ферреро. На тот момент она представляла собой магазин сладостей. В 1946 году начала работать первая фабрика «Ферреро».
Первоначально основным ингредиентом входящим в состав кондитерских изделий, производимых компанией, являлись какао-бобы. Однако в период Второй мировой войны возникли перебои в поставках. В связи с этим Пьетро Ферреро стал смешивать небольшие запасы какао-бобов с местным фундуком, создав прообраз пасты Nutella.
В 1956 году «Ферреро» вышла за пределы Италии и стала международной компанией, открыв первое иностранное представительство в Германии.
Сын основателя Микеле Ферреро вывел Nutella на массовый рынок в 1964 году. Название продукта придумали, добавив к английскому слову «nut» (орех) окончание «елла», как в других итальянских словах «моцарелла», «карамелла» и т. д..
Группе «Ферреро» со штаб-квартирой в Люксембурге принадлежит 38 торговых компаний во всем мире с оборотом более 12,5 млрд евро. Группа «Ферреро» производит 365 тыс. тонн продукта ежегодно. Количество сотрудников составляет 35 тыс. человек. Продукция компании реализуется в более чем 160 странах мира.
При этом только в 2013 году компании удалось договориться с Управлением по контролю качества продуктов питания США (FDA) о выводе шоколадных яиц Kinder Surprise на американский рынок.
Причина долгого отсутствия данного продукта на американском рынке в том, что в США с 1938 года существует закон, запрещающий реализацию пищевых продуктов, содержащих несъедобные компоненты внутри. Для соответствия закону компании пришлось создать новый тип Kinder Surprise, разделенный на отдельные составляющие (съедобное-шоколад и несъедобное-игрушка).
В 2016 году по результатам опроса Reputation Institute (США) группа Ферреро заняла 18-е место в рейтинге компаний с самой высокой репутацией.
В апреле 2011 года в Южной Африке во время поездки на велосипеде на 47-м году жизни от инфаркта умер Пьетро Ферреро — старший сын Микеле Ферреро.
14 февраля 2015 года на 89-м году жизни умер владелец компании Микеле Ферреро.
После смерти Микеле Ферреро управление компанией перешло к его младшему сыну Джованни Ферреро. Джованни Ферреро закончил European School of Brussels в Брюсселе, также изучал маркетинг в США.

## Бренды
Ferrero принадлежит целый ряд брендов, в частности:
- Nutella
- Raffaello
- Tic Tac
- Thorntons
- Kinder Surprise
- Kinder Chocolate
- Kinder Bueno
- Kinder Joy
- Ferrero Küsschen
- Ferrero Rocher
- Hanuta[7]
- Mon Chéri
- Pocket Coffee
- Keebler
- Famous Amos
- Royal Dansk

## Ferrero в России
В 1995 году группа «Ферреро» открывает представительство в России и выводит на российский рынок торговые марки Raffaello, Kinder Surprise, Kinder Chocolate, Tic Tac и Nutella.
В период с 2000 по 2003 годы «Ферреро» расширяет ассортимент и начинает в России продажи марок Ferrero Rocher, Kinder Delice, Kinder Bueno, Fiesta. C 2004 года в компании активно развивается коммерческая структура, которая покрывает в настоящее время 93 города России.
В мае 2008 года компания «Ферреро» приступила к реализации инвестиционного проекта по строительству первой в России собственной фабрики во Владимирской области с общим объёмом инвестиций более 200 млн евро. На 2014 год на фабрике были запущены 4 линии по производству конфет Raffaello, молочного шоколада Kinder Chocolate, ореховой пасты Nutella и шоколада Kinder Surprise.
Фабрика «Ферреро» во Владимирской области — логистический комплекс общей площадью 80 000 м² (село Ворша, Собинский район).

## Инциденты
15 декабря 2021 года на шоколадной фабрике в городе Арлон была обнаружена сальмонелла, из-за которой отравилось не менее 105 потребителей продукции Kinder Surprise. Из-за многочисленных случаев отравления компания Ferrero начала процедуру отзыва продукции Kinder Surprise в ряде стран, в том числе и в России в апреле 2022 года.